# Харрисон, Джоан (пловчиха)
Джоан Харрисон (англ. Joan Harrison, в замужестве Бритцке, англ. Breetzke; 29 ноября 1935, Ист-Лондон, Восточно-Капская провинция — 20 мая 2025) — южноафриканская пловчиха, чемпионка летних Олимпийских игр 1952 года на дистанции 100 м на спине, трёхкратная чемпионка Игр Содружества.

## Биография
Джоан Харрисон родилась в 1935 году. Её мать занималась плаванием, а отец регби. Джоан также с детства занималась плаванием. Её тренером был Алекс Балли. Уже в 13-летнем возрасте Джоан установила несколько национальных рекордов и победила на взрослом Чемпионате ЮАР на дистанциях 220 и 500 ярдов вольным стилем. В 1950 году на Играх Британской империи 14-летняя Харрисон победила на дистанции 440 ярдов вольным стилем. Это были её первые международные соревнования. Уже тогда её признали выдающейся пловчихой.
На летних Олимпийских играх 1952 года в Хельсинки Харрисон победила на дистанции 100 м на спине. Она стала первой олимпийской чемпионкой по плаванию от ЮАР и оставалась единственной в течение 44 лет до Пенелопы Хейнс, победившей на двух дистанциях на летних Олимпийских играх 1996 года. Тогда же она была удостоена премии Helms Foundation Award как лучшая южноафриканская спортсменка года.
На Играх Британской империи 1954 года Харрисон победила на дистанции 110 ярдов на спине и в эстафете в составе сборной ЮАР, а также завоевала серебряную и бронзовую медали. В 17-летнем возрасте она завершила спортивную карьеру на международном уровне, однако ещё несколько лет побеждала на чемпионатах страны по плаванию 100 метров на спине. Впоследствии также занималась хоккеем на траве. В 1982 году была включена в Зал славы мирового плавания.
Джоан Харрисон скончалась 20 мая 2025 года в возрасте 89 лет.